# Lista de raças de cavalos
Esta página apresenta uma lista de raças de cavalos, e inclui alguns termos que não são raças oficialmente aceitas mas que contam com um certo reconhecimento por parte de grupos de criadores ou apoiates, como no caso do cavalo pampa. Apesar do termo "raça" ser relativamente controverso e não contar com uma definição científica universalmente aceite, normalmente aceita-se que uma raça animal possui características específicas que são transmitidas a outras gerações, e que indivíduos descendentes de sucessivas geração de animais com as mesmas características podem ser considerados "puro-sangue" daquela raça. 
Na maior parte das vezes, as linhagens de cavalos de raça são registadas em livros mantidos por instituições específicas de controle de raças, mas existem situações específicas nas quais "livros abertos" são criados para que se possa desenvolver novas raças de cavalos ou "terminar" de desenvolver outras já existentes. Esses livros e as instituições que os mantém possuem autoridade quanto ao assunto, e a "pureza" de um indivíduo pode ser testada em relação a uma série de características consideradas ideais em sua raça, mesmo quando não existam evidências científicas de que uma dessas características seja transmitida geneticamente de uma geração a outra.

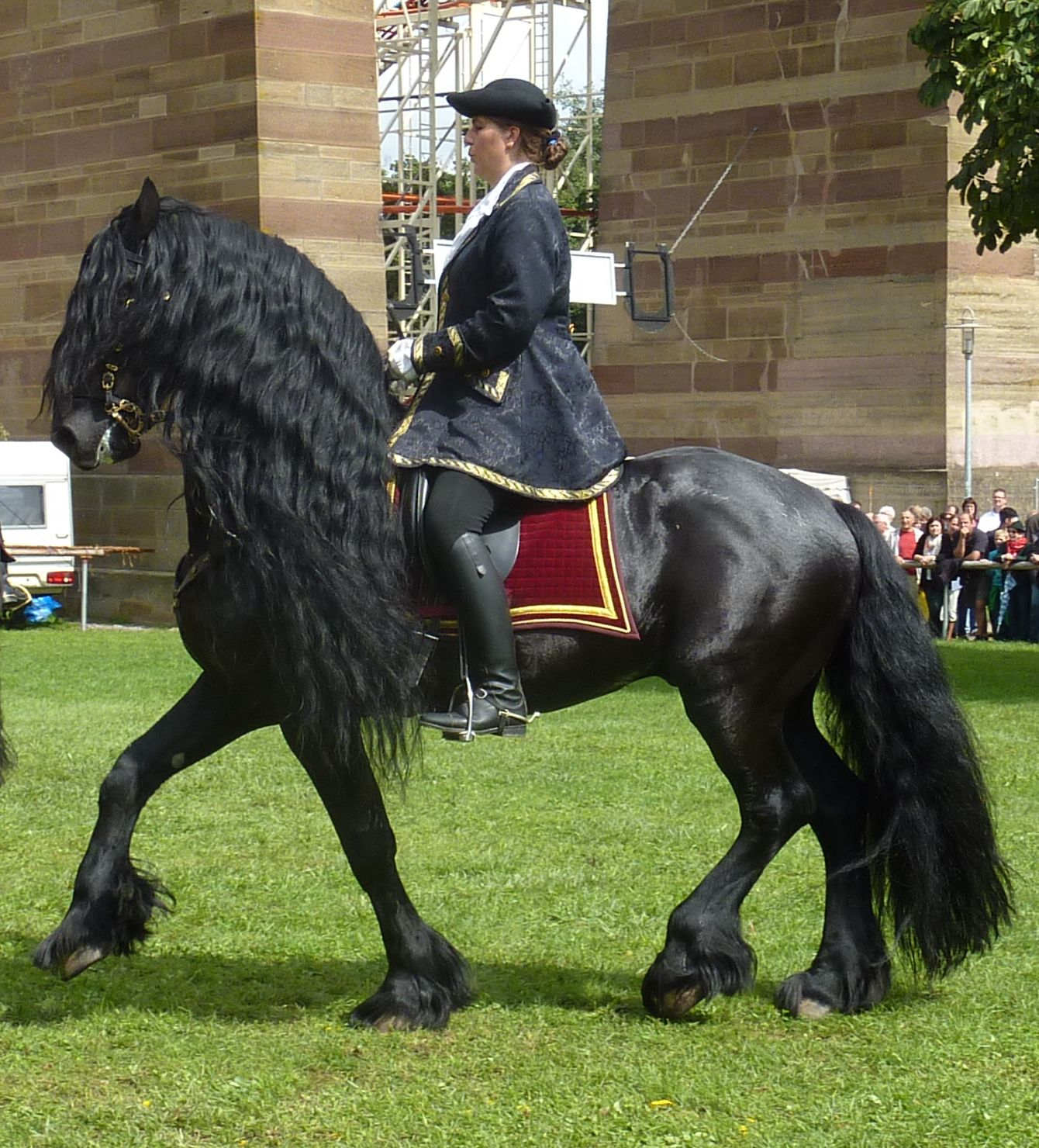
Cavalo frísio

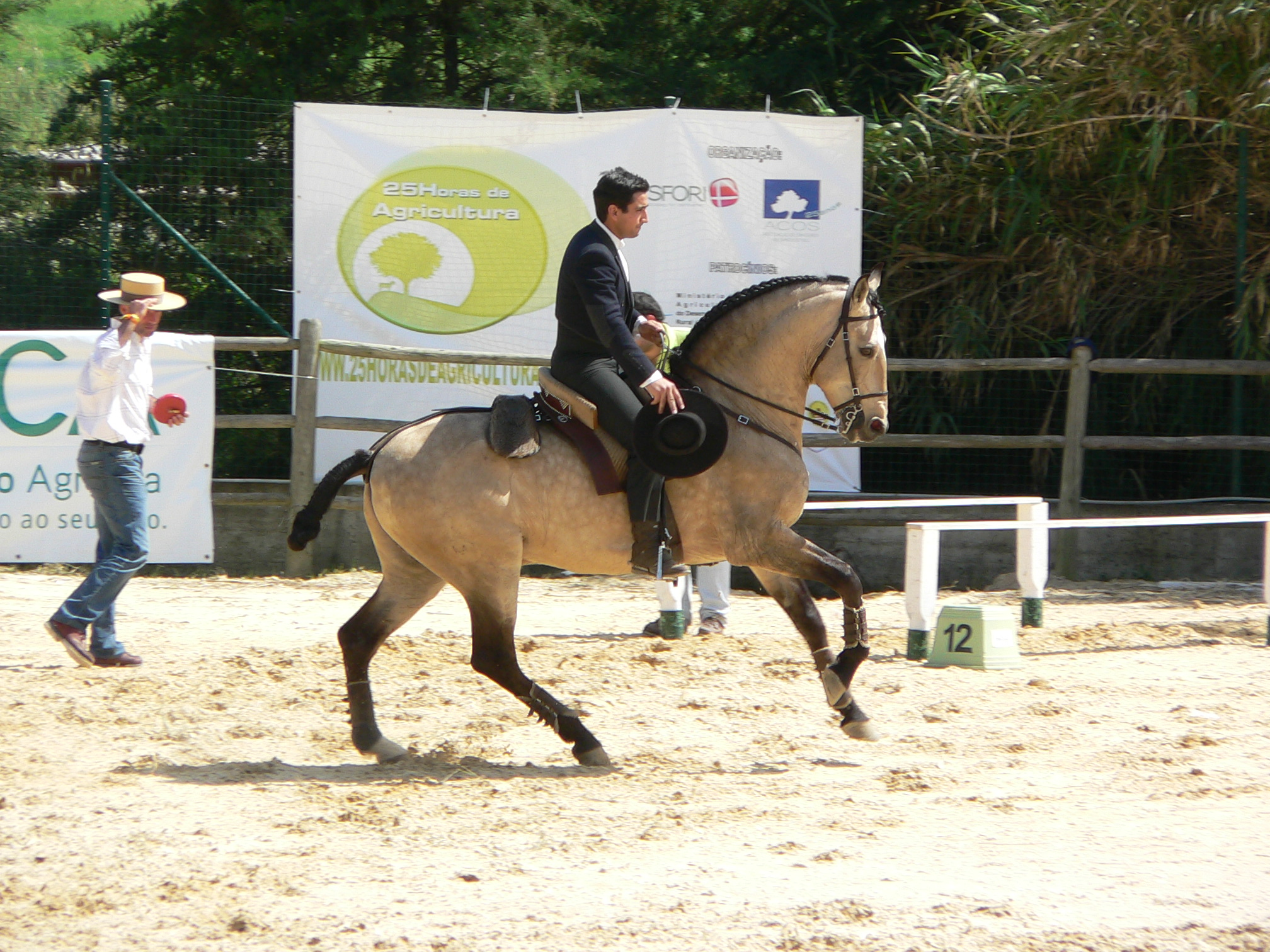
Puro-sangue lusitano

- Abissínio (Etiópia)

- Abtenauer (Austria)
- Aegidienberger (Alemanha)
- Akhal-Teke (Turcomenistão)
- Albanês /  Kali shqiptar (Albânia)
- Altai (Ásia Central)
- Alter-Real (Portugal)
- American Cream Draft (EUA)
- American Indian Horse (EUA)
- American Paint Horse (EUA)
- American Warmblood (EUA)
- Andravida (EUA)
- Andaluz (Andaluzia, Espanha)
- Adenberg-Nordkirchen (Alemanha)
- Anglo-Árabe (Reino Unido)
- Anglo-Árabe Sardo (Reino Unido)
- Anglo-Kabarda (Reino Unido)
- Appaloosa (EUA)
- AraAppaloosa (EUA)
- Árabe (Península Arábica)
- Árabo-frísio (Países Baixos)
- Ardennais (França)
- Asturcón (Espanha)

- Australian Draught Horse (Australia)
- Australian Stock Horse (Australia)
- Auvergne (França)
- Auxois (França)

- Avelin (Itália)
- Azerbaijano ( Azerbaijão)
- Azteca (México)
- Baise (china)
- Balear (Espanha)
- Baixadeiro (Brasil)
- Balikun (China)
- Baluchi (Paquistão)
- Banker (EUA)
- Bávaro (Alemanha)
- Bardigiano (Itália)
- Basco de Montanha (Espanha)
- Berbere (Magreb)
- Bhutia (Índia)
- Bielorrusso de Tiro (Bielorrússia)
- Blazer (EUA)
- Boulonnais (França)
- Brabant Belga (Bélgica)
- Brandenburger (Alemanha)
- Brasileiro de hipismo
- Bretão (Bretanha, França)
- Brumby (Australia)
- Budyonny (Rússia)
- Burguete (Espanha)
- Cabardino (Rússia)
- Calabrês (Itália)
- Campeiro (Brasil)
- Campolina (Brasil)
- Clydesdale (Reino Unido)
- Crioulo (Rio Grande do Sul, Brasil)
- Drum (Estados Unidos)
- Falabella (Argentina)
- Floresta Negra (Alemanha)
- Frísio (Países Baixos)
- Garrano (Portugal)
- Gypsy Vanner (Reino Unido)
- Heck (Alemanha)
- Haflinger (Áustria)
- Holsteiner (Alemanha)
- isabel (Portugal)
- Islandês (Islândia)
- Konik (Polônia)
- Lipizzan (Eslovênia)
- Losino (Espanha)
- Kabarda (Rússia e Geórgia)
- Manga-larga marchador (Minas Gerais, Brasil)
- Manga-larga paulista (São Paulo, Brasil)
- Mangolino (Minas gerais, Brasil)
- Marajoara (Ilha de Marajó/Pará, Brasil)
- Maremmano (Itália)
- Marismeño (Espanha)
- Monterufolino (Itália)
- Mustang (selvagem) (América do Norte)
- Noriker (Austria)
- Oldemburgo (Alemanha)
- Paint Horse (EUA)
- Palomino (Portugal)
- Pantaneiro (Brasil)
- Pampa (Brasil)
- Percheron (Le Perche, França)
- Peruano de passo (Peru)

Piquira.(minas Gerais, Brasil)
- Poitevin (França)
- Pônei brasileiro (Brasil)
- Pônei de Dülmen (Alemanha)
- Pônei Shetland (Reino Unido)
- Pura Raça Galega (PRG) (Espanha)
- Puro-sangue inglês (Inglaterra, Reino Unido)
- Puro-sangue lusitano (Portugal)
- Quarto de milha (EUA)
- Saddlebred americano (EUA)
- Shire (Reino Unido)
- Selle français (França)
- Sorraia (Portugal)

- Suffolk Punch (Reino Unido)